# Göta ingenjörregemente
Göta ingenjörregemente (Ing 2) är ett ingenjörförband inom svenska armén som verkat i olika former sedan 1878. Förbandsledningen är förlagd i Eksjö garnison i Eksjö.

## Historia

### Bildandet
Regementet har sitt ursprung i Sappörbataljonen, som sattes upp mellan 1873 och 1878 i Stockholm och sedan överfördes till Karlsborgs fästning. Bataljonen var värvad fram till 1885 då den började tillföras beväringar. 1892 ändrade bataljonen sitt namn till Göta ingenjörbataljon och genom 1901 års härordning organiserades truppslaget till fyra stycken kårer. Svea ingenjörkår (Ing 1), Göta ingenjörkår (Ing 2) och Bodens ingenjörkår (Ing 4) samt Fälttelegrafkåren (Ing 3). 
Enligt 1925 års försvarsbeslut organiserades Göta ingenjörkår i tre fältingenjörkompanier, ett krigsbrokompani samt ett tygkompani, därutöver ett fästningsingenjörkompani i Karlskrona. Från 1928 blev regementet förlagt till Eksjö i förutvarande Smålands husarregementes kaserner.
År 1963 blev Göta ingenjörkår ett renodlat utbildningsförband och fick regementsstatus och tilldelades namnet Göta ingenjörregemente. Genom försvarsbeslutet 1992 reducerades dock förbandet till kår 1994, detta tillsammans med övriga förband som ej utbildade förband i regementes storlek inom krigsorganisationen.  

### OLLI-reformen
I samband med OLLI-reformen, vilken genomfördes inom försvaret åren 1973–1975, sammanslogs Norra Smålands regemente (I 12) med Jönköpings försvarsområde (Fo 17) och bildade den 1 juli 1974 försvarsområdesregemente I 12/Fo 17. Detta medförde att Göta ingenjörregemente som ingick i Jönköpings försvarsområde kom att bli ett B-förband (utbildningsregemente) och dess mobiliserings- och materialansvar överfördes till Norra Smålands regemente, som blev ett A-förband (försvarsområdesregemente).

### 1974 års regeringsform
I samband med att 1974 års regeringsform trädde i kraft den 1 januari 1975, ändrades namnet från Kungliga Göta ingenjörregemente till enbart Göta ingenjörregemente. Samtidigt fråntogs Konungen den formella rollen som högste befälhavare för krigsmakten, vilket även kom att gälla rollen som förbandschef över gardesförbanden. Från den 1 januari 1975 blev monarken istället hederschef över gardesförbanden.

### Försvarsbesluten
År 1988 bildades Amröjskolan vid Göta ingenjörregemente, under namnet Arméns ammunitionsröjningsskola. Inför försvarsutredning 1988 föreslog försvarskommittén att truppslagsinspektörerna med truppslagsavdelningar vid arméstaben skulle sammanslås med arméns strids- och skjutskolor samt övriga truppslagsskolor, vilka bildade så kallade truppslagscentrum. Denna omstrukturering resulterade i att arméns skolor avvecklades som självständiga enheter, och att och de nyuppsatta truppslagscentren från den 1 juli 1991 övertog ansvaret över utbildningen vid skolorna. Arméns fältarbetscentrum (FarbC) bildades den 1 juli 1991 av Arméstabens ingenjöravdelning (Ast/Ing) samt Arméns fältarbetsskola. Den 1 juli 1992 kom även Arméns ammunitionsröjningsskola (AmröjS) och ingenjörsdelen ur Artilleri- och ingenjörofficershögskolan (AIHS) att tillföras till Arméns fältarbetscentrum (FarbC).
Genom försvarsbeslutet 1992 kom samtliga utbildningsregementen som ej uppsatte ett krigsförband i regementsstorlek ej heller att benämnas regemente. Detta då regeringen ansåg att grundorganisationen skulle spegla krigsorganisationen. I samband med detta reducerades regementet den 1 juli 1994 till kår och återfick sitt gamla namn Göta ingenjörkår (Ing 2).

### Solitären inom truppslaget
Genom försvarsbeslutet 2000 kom Bodens ingenjörkår (Ing 3) att avvecklas som självständigt förband den 30 juni 2000, och uppgick som Norrlands ingenjörbataljon inom Norrbottens regemente (I 19). I samband med försvarsbeslutet återfick Göta ingenjörkår regementsstatus och namnet ändrades åter till Göta ingenjörregemente. Då Norrlands ingenjörbataljon avvecklades den 31 december 2005 i samband med försvarsbeslutet 2004 och inordnades som kompani inom Norrbottens regemente, blev Göta ingenjörregemente det enda kvarvarande aktiva förbandet inom truppslaget. År 2010 avvecklades Väg- och vattenbyggnadskåren (VVK) och dess civilmilitära kompetens överfördes då till Göta ingenjörregemente.
Med försvarsbeslutet 2004 följde även avveckling av fyra militärdistrikt. Militärdistriktens främsta uppgifter var territoriell verksamhet, utbildning av hemvärns- och frivillig personal samt insatser, i första hand inom ramen för stöd till samhället. Genom avvecklingen av militärdistrikten underställdes utbildningsgruppen Norra Smålandsgruppen från den 1 januari 2006 Göta ingenjörregemente. 
Den 1 januari 2013 bildades fyra militärregioner, där Södra militärregionen underställdes chefen för Södra skånska regementet, men löd under chefen insatsledningen i Högkvarteret avseende markterritoriell ledning i fred, kris och krig. Chefen för Norra Smålandsgruppen var dock fortfarande underställd chefen Göta ingenjörregemente gällande produktionsledning av hemvärnsförbanden samt insatsledning inom utbildningsgruppernas geografiska område. Den 1 januari 2018 delades dock ledningen av Södra skånska regementet och Södra militärregionen, det genom att en separat chefsbefattning för Södra militärregionen tillsattes. Vidare underställdes staben Södra militärregionen i ledningsfrågor direkt chefen insatsledningen i Högkvarteret. I Försvarsmaktens budgetunderlag till regeringen för 2020 föreslogs att de fyra militärregionala staberna från 1 januari 2020 skulle inrättas som egna organisationsenheter. Cheferna för militärregionstaberna föreslogs i sin tur underställas rikshemvärnschefen avseende produktion av utbildningsgrupper och hemvärnsförband. Detta medförde att utbildningsgrupperna överfördes organisatoriskt från ett utbildningsförband till de fyra militärregionala staberna. I regeringens proposition framhöll dock regeringen att den militära regionala indelningen kunde komma att justeras, det beroende på utfallet av utredningen "Ansvar, ledning och samordning inom civilt försvar" (dir. 2018:79). För Göta ingenjörregemente innebar denna förändring att Norra Smålandsgruppen överfördes till Södra militärregionen från och med den 1 januari 2020.

## Ingående enheter

### 21.ingenjörbataljonen
21. ingenjörbataljonen består till större delen av heltidsanställd personal, men även deltidsanställd personal, vilka tjänstgör under övningar och insatser. Bataljonen är utrustad med bland annat Ingenjörbandvagn 120, Bandvagn 410, pansarterrängbil 203 samt splitterskyddade arbetsmaskiner.

- 211. stab- och trosskompaniet
- 212. ingenjörkompaniet
- 213. maskin/brokompaniet
- 214. ingenjörkompaniet

### 22.ingenjörbataljonen
22. ingenjörbataljonen består till större delen av deltidsanställd personal, vilka tjänstgör under övningar och insatser. Bataljonen är utrustad med bland annat Ingenjörbandvagn 120, Bandvagn 410, pansarterrängbil 203 samt splitterskyddade arbetsmaskiner.

- 221. stab- och trosskompaniet
- 222. ingenjörkompaniet
- 223. maskin/brokompaniet
- 224. ingenjörkompaniet

### Fältarbetsskolan
Fältarbetsskolan (FarbS) är en truppslagsskola för ingenjörtrupperna inom svenska armén som verkat i olika former sedan 1943. Skolan är sedan den 1 juli 2000 en del av Göta ingenjörregemente.

## Tidigare ingående enheter

### Norra Smålandsgruppen
Norra Smålandsgruppen (NSG) är en utbildningsgrupp som verkat i olika former sedan 1998. Genom försvarsbeslutet 2004 kom gruppen från den 1 januari 2006 att bli en del av Göta ingenjörregemente. Gruppen utbildar och stödjer hemvärnet i Jönköpings län. Den 1 januari 2020 överfördes gruppen organisatoriskt till Södra militärregionen.

### Göta ingenjörkårs detachement i Karlskrona
Göta ingenjörkårs detachement i Karlskrona bildades den 1 januari 1902 som Göta ingenjörkårs fästningsingenjörkompani. Kompaniets uppgift var att utföra rustningsarbeten vid Karlskrona fästning, så att fästningen kunde hålles i ett så stridsberett skick som möjligt, samt stå för telegraftjänsten inom de permanenta befästningarna. Fästningsingenjörkompaniet förlades den 16 oktober 1908 till Blåport på Vämö i Karlskrona garnison, där ett mindre kasernetablissement uppfördes, vilket kom att kallas Ingenjörkasernen. Den 1 januari 1928 antogs namnet Göta ingenjörkårs kustingenjörkompani. Den 1 januari 1937 antogs namnet Göta ingenjörkårs kompani i Karlskrona. Den 30 september 1939 upplöstes och utgick kompaniet. Dess kasernetablissement kom 1943 att övertas av Blekinge kustartilleriförsvar. År 1997 lämnade Försvarsmakten den så kallade ingenjörkasernen.

## Verksamhet

### Internationell verksamhet
Göta Ingenjörregemete var ansvarigt för utbildningen av 21. ingenjörkompaniet (21. Engineer Coy) samt 23. Geospatial Support Group för Nordic Battlegroup 08. Förbandet stod i beredskap mellan 1 januari och 30 juni 2008. Major Johan Lindqvist var chef för ingenjörkompaniet.

## Förläggningar och övningsplatser

### Förläggningsplatser
Under förbandets första år var de samlokaliserade med Pontonjärbataljonen (senare Svea ingenjörkår). År 1875 överfördes förbandet till Karlsborgs fästning, där de förlades i slutvärnets västra del. Efter att Smålands husarregementes avvecklingsorganisation avvecklades den 31 mars 1928, övertogs dess kasernområde i Eksjö av Göta ingenjörkår den 1 april 1928. Åren 1994–2000 delades kasernområdet med Norra Smålands regemente (I 12/Fo 17) samt Smålandsbrigaden (IB 12). Sedan 1998 delas även kasernområdet med Totalförsvarets ammunitions- och minröjningscentrum.

### Övningsplatser
- Eksjö garnisons övnings- och skjutfält med Ränneslätt - som anses vara en av Sveriges äldsta militära övningsplatser.
- Skillingaryds skjutfält.

## Heraldik och traditioner

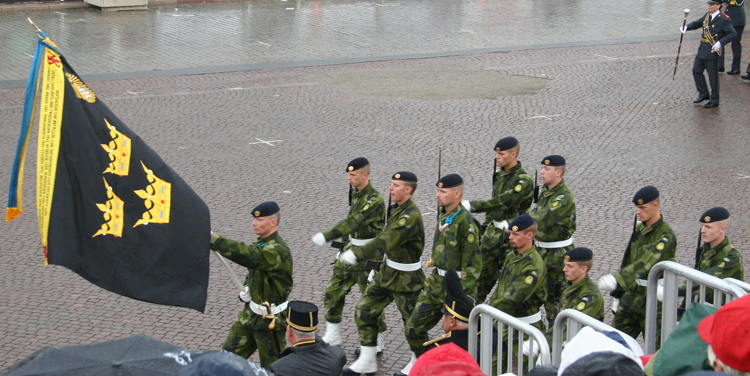
Parad med regementets fana.

Regementet fick den 10 augusti 2006 ta emot ett nytt fälttecken av överbefälhavare Håkan Syrén. Den nya fanan har tre kronor och Göta ingenjörregementes märke tecknat på svart botten, med regementets segernamnen i överkant på fanan. Tidigare förde regementet två fanor, det med anledning att Ing 2 övertog fanan från Norra Smålands regemente (I 12) vid dess avveckling den 30 juni 2000. Den kom då att föras parallellt med Göta ingenjörregementets gamla fana. Segernamnen på den nya fanan är övertagna från Norra Smålands regemente. Fanan ersatte den tidigare, vilken överlämnades av Gustav V till förbandet 1935 den 26 september, detta i samband med Fortifikationens 300-årsjubileum.
Sedan den 1 juli 2000 förvaltar regementet traditionsarvet från Väg- och vattenbyggnadskåren (VVK) samt Arméns fältarbetsskola (FarbS), från den 21 juni 2011 för regementet traditionerna från Svea ingenjörkår (Ing 1) och Norrlands ingenjörkår (Ing 3). Vidare bevarar regementet i andra hand minnet av Jönköpings regemente (I 12), Smålands husarregemente (K 4) och Smålands artilleriregemente (A 6). Traditionsarvet från Norra Smålands regemente (I 12) förvaltas av Norra Smålands bataljon (33. hvbataljonen) som administreras av Norra Smålandsgruppen.
Den 18 november 2009 instiftades Göta Ingenjörsregementes (Ing 2) förtjänstmedalj i guld och silver (Ing2GFM/SFM).

## Förbandschefer
Förbands- och regementschefer verksamma från 1878.

- 1878–1881: Major Hjalmar Stålhane
- 1881–1890: Överstelöjtnant Wilhelm Stolpe
- 1890–1895: Major C.D. Ludvig W:son Munthe
- 1895–1898: Major Hans Wilhelm Ahlmann
- 1898–1903: Överstelöjtnant Erik Gustaf Kinell
- 1903–1904: Major Broder Sten A:son Leijonhufvud
- 1904–1910: Överstelöjtnant August Fredrik Thorssell
- 1910–1915: Överste Gustaf Enblom
- 1915–1917: Överstelöjtnant Ernst Adrian Ericsson
- 1917–1922: Överstelöjtnant Fredrik Georg Rudman Bergenstråhle
- 1922–1926: Överste Gustaf Julius Rabe
- 1926–1934: Överste Erik Bjuggren
- 1934–1937: Överstelöjtnant Carl Anders Sigurd Rahmqvist
- 1937–1940: Överstelöjtnant Åke Grönhagen
- 1940–1941: Överste Gunnar Edward Ström
- 1941–1946: Överste Inge Gustaf Hellgren
- 1946–1947: Överste Nils Fredrik Wilhelm Ekman
- 1947–1954: Överste Helge Porse Robert Geete
- 1954–1957: Överste Arne Mohlin
- 1957–1964: Överste Björn Berg
- 1963–1964: Överstelöjtnant Carl-Gustaf Ståhl (tf)
- 1964–1968: Överste Gunnar Nordlöf
- 1966–1968: Överste Sigvard Månsson (tf)
- 1968–1969: Överste Sigvard Månsson
- 1969–1978: Överste Lars Andersson
- 1978–1980: Överste Sten Ahlström
- 1980–1982: Överste Sven-Erik Nilsson
- 1982–1984: Överste Lars-Åke Persson
- 1984–1990: Överste Carl Edholm
- 1990–1992: Överste Christer Ljung
- 1993–1997: Överste Björn Svensson
- 1997–2000: Överste Lennart Bengtsson
- 2000–2003: Överste Bengt Axelsson
- 2003–2006: Överste Anders Stenström
- 2006–2011: Överste Tommy Karlsson
- 2011–2013: Överste Gustaf Fahl
- 2013–2016: Överste Patrik Ahlgren[d]
- 2016–2022: Överste Michael Ginér[e]
- 2022–2022: Överstelöjtnant Jonas Larsson[f]
- 2022–2025: Överste Per Åkerblom[g]
- 2025–20xx: Överste Emelie Liberg [h]

## Namn, beteckning och förläggningsort
| Kungl Sappörkompaniet        | 1873-??-?? | – | 1876-??-?? |
| Kungl Sappörtruppen          | 1876-??-?? | – | 1878-??-?? |
| Kungl Sappörbataljonen       | 1878-??-?? | – | 1892-12-31 |
| Kungl Göta ingenjörbataljon  | 1893-01-01 | – | 1901-12-31 |
| Kungl Göta ingenjörkår       | 1902-01-01 | – | 1963-06-30 |
| Kungl Göta ingenjörregemente | 1963-07-01 | – | 1974-12-31 |
| Göta ingenjörregemente       | 1975-01-01 | – | 1994-06-30 |
| Göta ingenjörkår             | 1994-07-01 | – | 2000-06-30 |
| Göta ingenjörregemente       | 2000-07-01 | – |            |

| Ing 2 | 1914-10-01 | – |  |

| Stockholms garnison (F)                    | 1873-??-?? | – | 1875-??-?? |
| Karlsborgs garnison (F)                    | 1875-??-?? | – | 1928-03-31 |
| Eksjö garnison (F)                         | 1928-04-01 | – |            |
| Eksjö garnisons övnings- och skjutfält (Ö) | 1928-04-01 | – |            |
| Karlsborgs garnison (D)                    | 1902-10-24 | – | 1908-10-15 |
| Karlskrona garnison (D)                    | 1908-10-16 | – | 1939-09-30 |
| Karlstads garnison (D)                     | 1940-09-18 | – | 1951-12-01 |

## Galleri

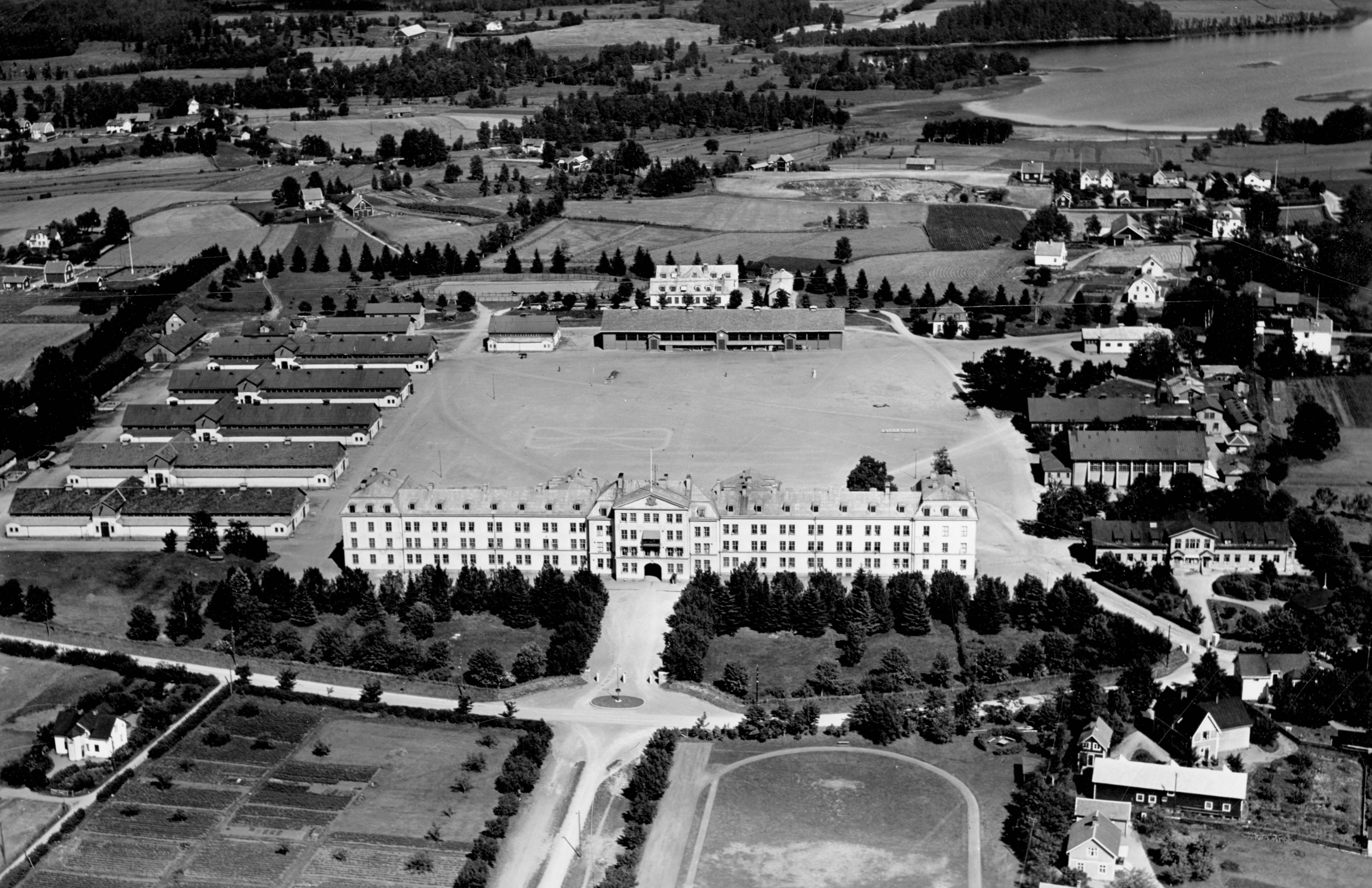
Flygfoto över husarkasernen i Eksjö.
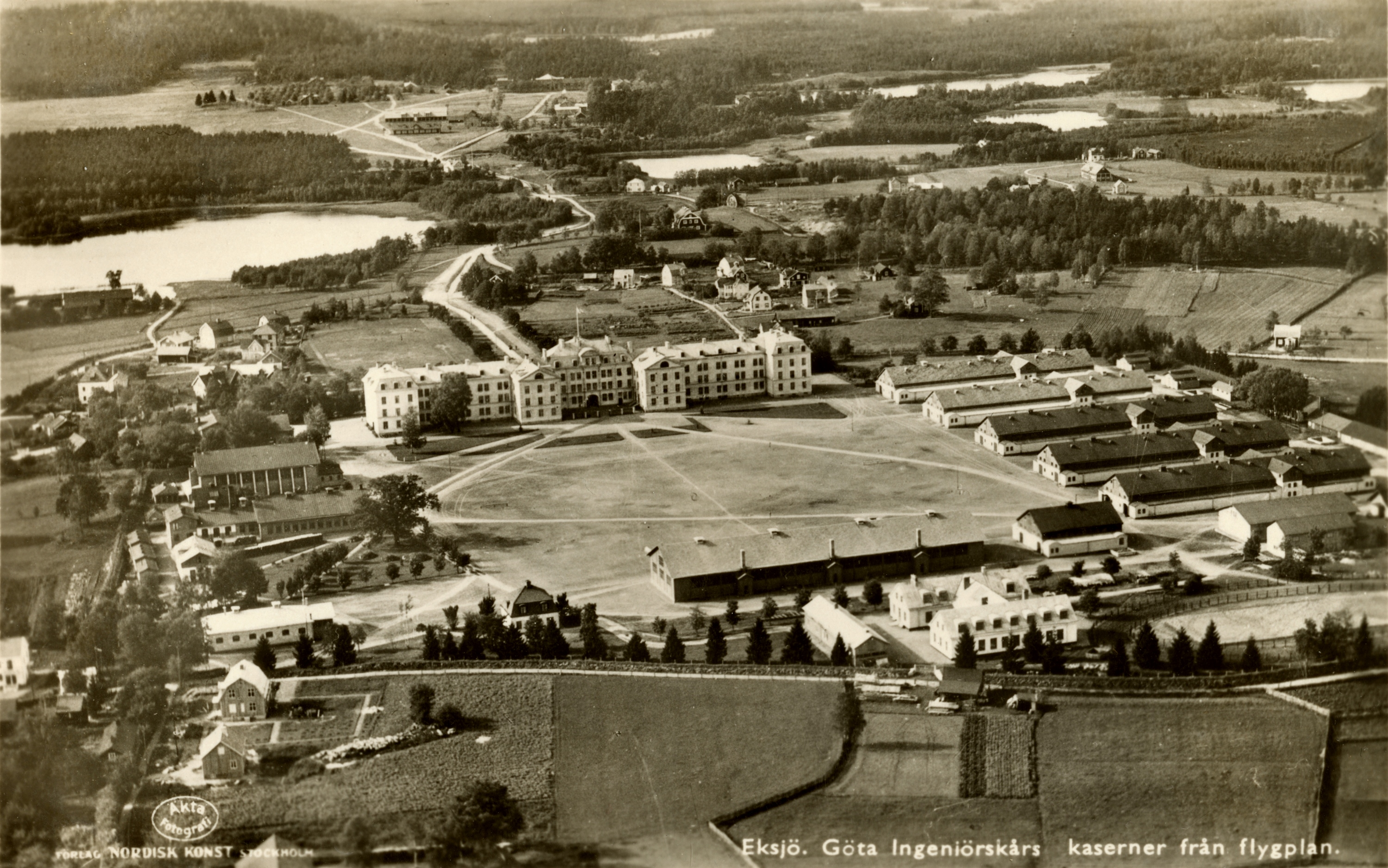
Flygfoto över husarkasernen i Eksjö.
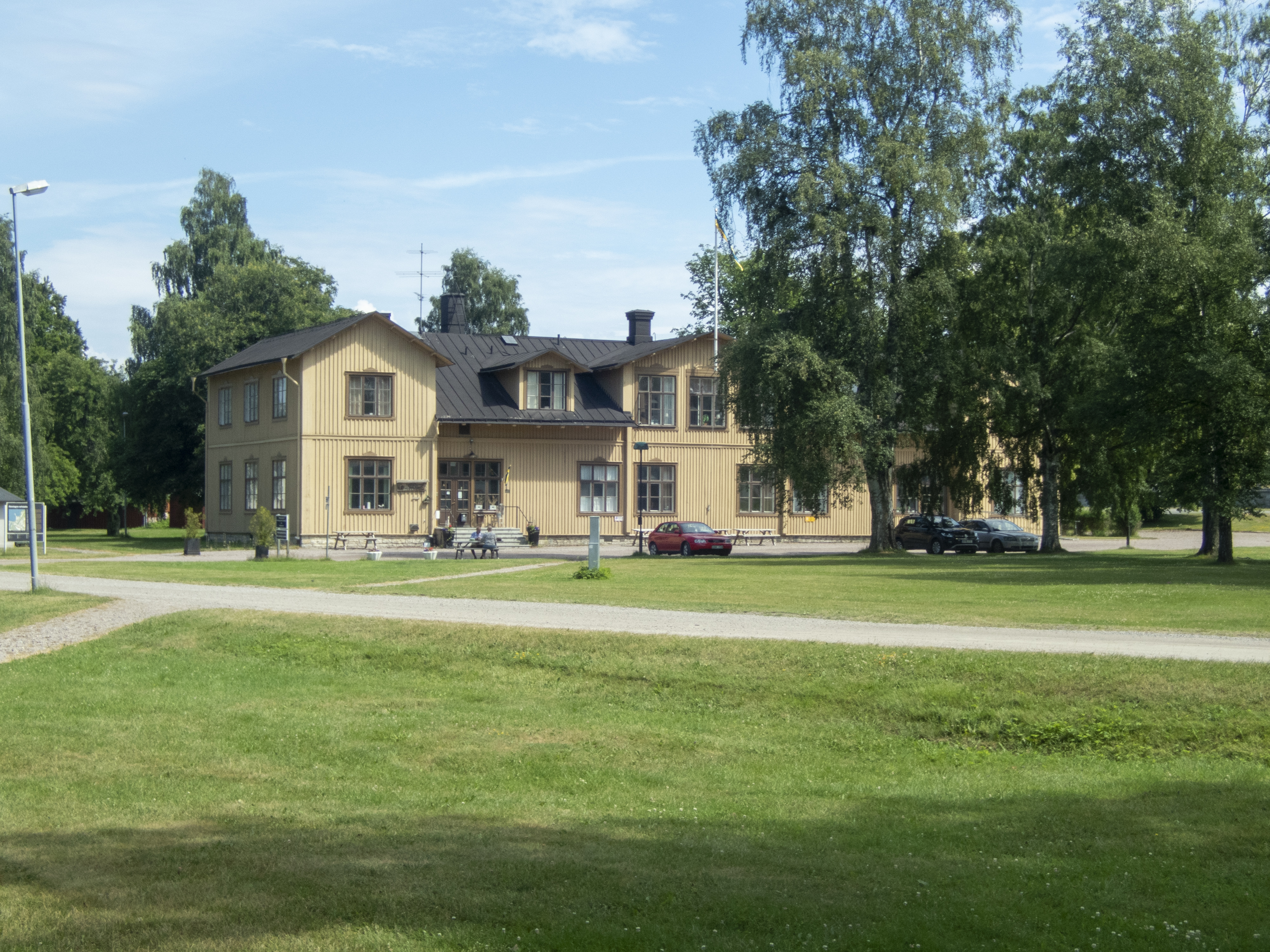
Gula Villan vid Karlsborgs fästning byggdes 1898 som kasern för Göta ingenjörsbataljon.
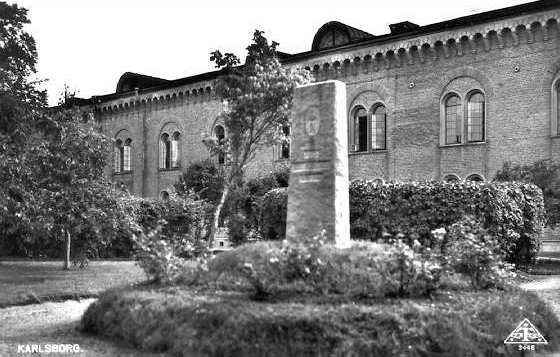
Göta ingenjörkårs minnessten framför slutvärnet vid Karlsborgs fästning.
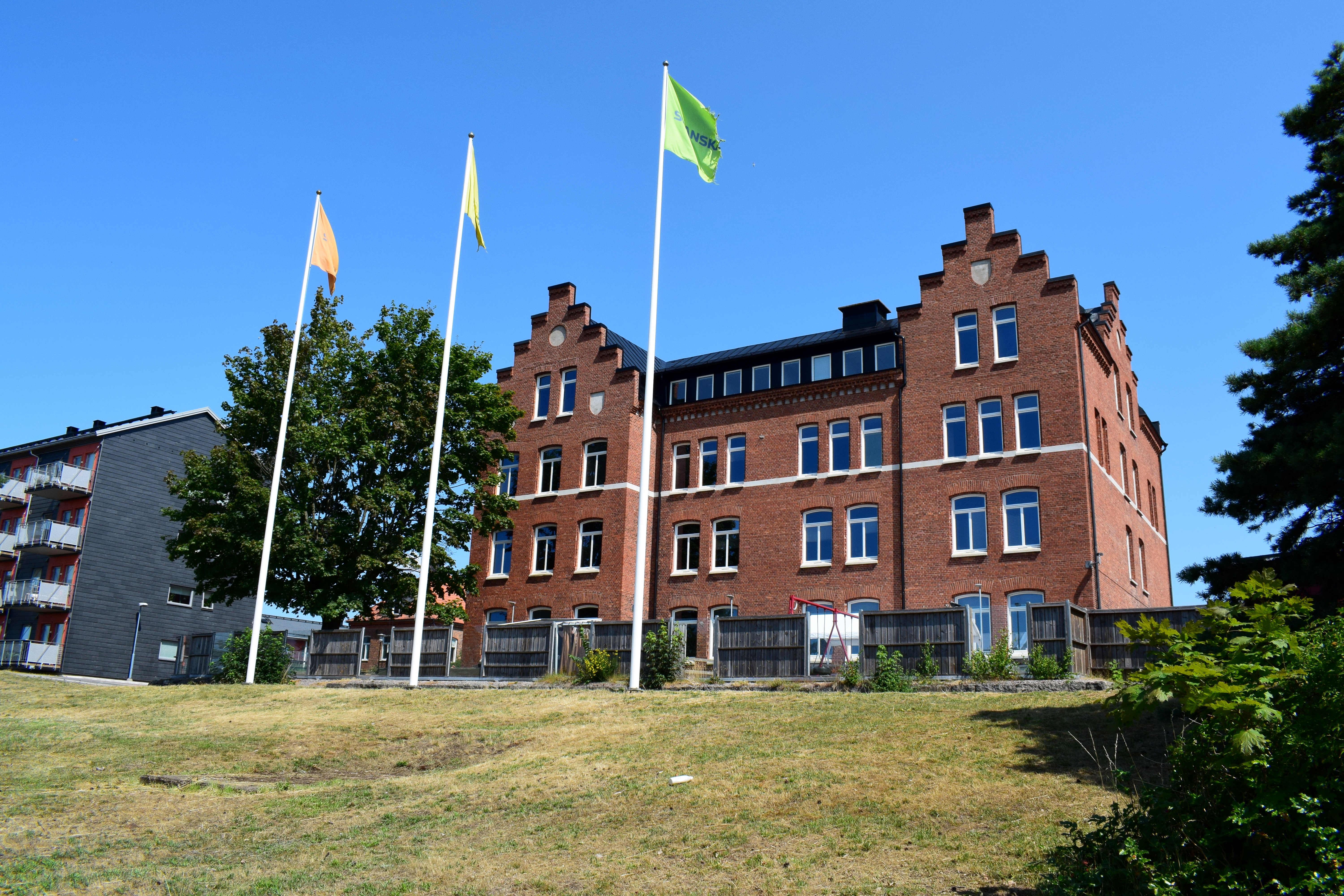
Ingenjörkasernen i Karlskrona.